# スターご勝手対談
『スターご勝手対談』（スターごかってたいだん）は、1987年4月5日から1988年9月25日まで、フジテレビ系列で放送されていた関西テレビ製作のトーク番組である。放送時間は毎週日曜22:30 - 23:00 （日本標準時）。金鳥（KINCHO）一社提供番組で、「金鳥おもしろ倶楽部」とのサブタイトルが付されていた。

## 番組内容
脚本家のジェームス三木が司会を務めていた番組で、原則として毎回男女ペアのタレント2人をゲストに招いていた。ジェームスが入って3人でトークをすることもあったが、基本的にはゲスト同士がトークをする形式で進められた。番組のエンディングではジェームスがお別れの挨拶のあと、ゲストたちが社交ダンスを踊り、その最中にジェームスがスタジオを退室する演出が採られた。

## 視聴者プレゼント
番組は、視聴者から出演してもらいたいタレントと彼らに聞いてみたいことを募集し、応募者には抽選で花などをプレゼントしていた。

## スタッフ
- 音楽：広瀬健次郎
- プロデューサー：小西啓右
- ディレクター：森田拓治
- 制作著作：関西テレビ

## 備考
TBS系列の青森テレビでは毎週日曜23:00 - 23:30に放送された。
| フジテレビ 日曜22時台後半枠 （関西テレビ製作・KINCHO一社提供枠） | フジテレビ 日曜22時台後半枠 （関西テレビ製作・KINCHO一社提供枠） | フジテレビ 日曜22時台後半枠 （関西テレビ製作・KINCHO一社提供枠） |
| 前番組                                                           | 番組名                                                           | 次番組                                                           |
| ---------------------------------------------------------------- | ---------------------------------------------------------------- | ---------------------------------------------------------------- |
| 三枝の爆笑美女対談 （1983年10月 - 1987年3月29日）                | スターご勝手対談 （1987年4月5日 - 1988年9月25日）                | たけしのここだけの話 （1988年10月2日 - 1990年9月30日）           |
| 関西テレビ KINCHO一社提供枠                                      |                                                                  |                                                                  |
| （枠設立前）                                                     | 金鳥おもしろ倶楽部・スターご勝手対談                             | KINCHOおもしろ倶楽部・たけしのここだけの話                       |

| スタブアイコン | サブスタブ | この項目は、まだ閲覧者の調べものの参照としては役立たない、テレビ番組に関連した書きかけの項目です。この項目を加筆・訂正などしてくださる協力者を求めています（P:テレビ/PJ:放送または配信の番組）。 |